# Postulat (moneta)
Postulat – złoty gulden biskupstwa utrechckiego bity w drugiej ćwierci XV w. odznaczający się niską jakością.